# ギンゲン・アン・デア・ブレンツ

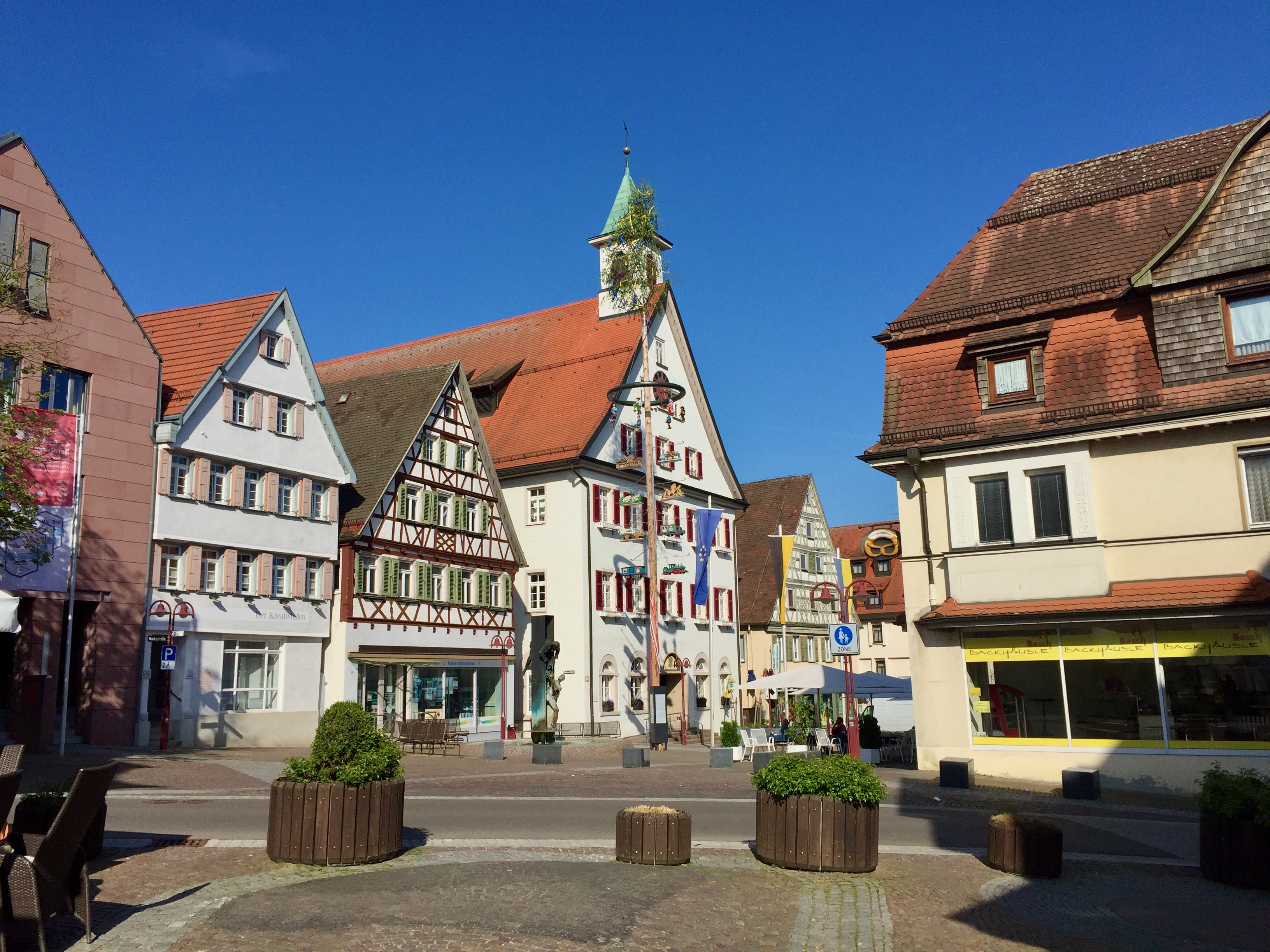
ギンゲン・アン・デア・ブレンツの旧市街中心部

ギンゲン・アン・デア・ブレンツ (ドイツ語: Giengen an der Brenz, [ˈgɪŋən] ( 音声ファイル)) は、ドイツ連邦共和国バーデン＝ヴュルテンベルク州ハイデンハイム郡に属す市である。同州東部、バイエルン州との州境に面するかつての自由帝国都市で、ハイデンハイム・アン・デア・ブレンツの南東約 10 km、ウルムの北東約 30 km に位置する。この街は、郡庁所在地であるハイデンハイムに次いで郡内で2番目に大きな町であり、オストヴュルテンベルク地方では第5の都市である。ギンゲンはハイデンハイム郡全域をその領域とするミッテルベライヒ・ハイデンハイム（中位地域区分）に含まれており、1999年1月1日から大規模郡都市となっている。

## 地理

### 位置
ギンゲンは、シュヴェービシェ・アルプの東周縁部、ローネタール＝フレッヘンアルプの、シースベルクとブルッカースベルク、レヒベルクとロイテンベルクの間にあたる、ブレンツ川下流北側の谷底に位置する。ブレンツ川は、ヘルブレヒティンゲンから市域の西部に入り、旧市街の南を通って、南東のヘルマリンゲン方面に流れ去る。市域は、ブルクベルク水力発電所の海抜 449 m からハイデンハイムとの市境に位置するドルンホイレ農場の海抜 595 m までに位置している。
サンティアゴ・デ・コンポステーラ（スペイン）に向かう歴史的な「ヤコブの巡礼路」がギンゲンを通っている。ギンゲンは、ニュルンベルク - ウルム - コンスタンツを結ぶ南ドイツ部分に位置している。現在では、多くの人々がギンゲンに長距離遊歩道を徒歩で訪れる。

### 市の構成
ギンゲン・アン・デア・ブレンツの市域は、中核市区と1972年の地域再編で合併した4つの旧町村、ブルクベルク、ホーエンメンミンゲン、ヒュルベン、ザクセンハウゼンからなる。これらはバーデン＝ヴュルテンベルク州自治体法が定めるヴォーンベツィルク（直訳: 居住管区）を形成している。

### 隣接する市町村
ギンゲン・アン・デア・ブレンツ市は北から時計回りに以下の市町村と境を接している。北はハイデンハイム・アン・デア・ブレンツ（ハイデンハイム郡）、北東はジルゲンシュタイン、東はバッハハーゲル、南東はメトリンゲン（以上3町村はいずれもバイエルン州ディリンゲン・アン・デア・ドナウ郡）、再びハイデンハイム郡に戻って南はヘルマリンゲンおよびゾントハイム・アン・デア・ブレンツ、南西はニーダーシュトッツィンゲンおよびヘルブレヒティンゲンの飛び地であるビシンゲン・オプ・ロンタール/ハウゼン地区、西はゲルシュテッテン、北東はヘルブレヒティンゲン本体である。

### 土地利用
| 用途                 | 面積 (ha) | 占有率 (%) |
| -------------------- | --------- | ---------- |
| 森林                 | 904       | 20.5       |
| 農業用地             | 2,417     | 54.8       |
| 水域                 | 28        | 0.6        |
| レクリエーション用地 | 57        | 1.3        |
| 住宅地、空き地       | 296       | 6.7        |
| 工業・産業用地       | 187       | 4.2        |
| 交通用地             | 366       | 8.3        |
| その他               | 152       | 3.4        |
| 合計                 | 4,407     | 100.0      |

データは、バーデン＝ヴュルテンベルク州統計局の2023年現在の値による。

### 保護区
市域の北部にキルンベルク自然保護区がある。さらに市域内には合計7つの景観保護区が設けられている。
これに加えて、FFH-地区「ギンガー・アルプおよびエーゼルスブルガー・タール」の一部が市域に属している。

## 歴史

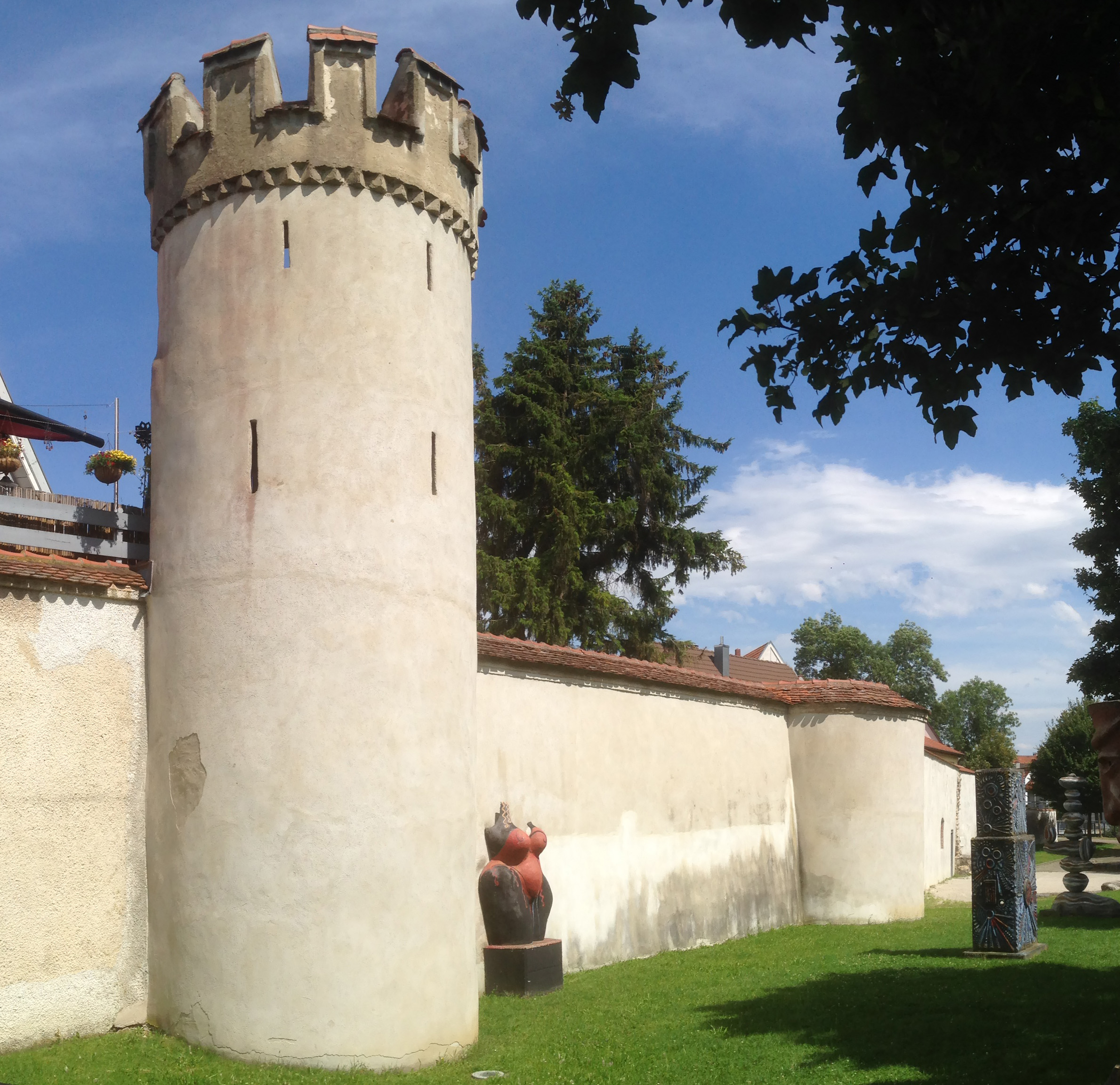
16世紀に建設されたギンゲンの市壁の遺構

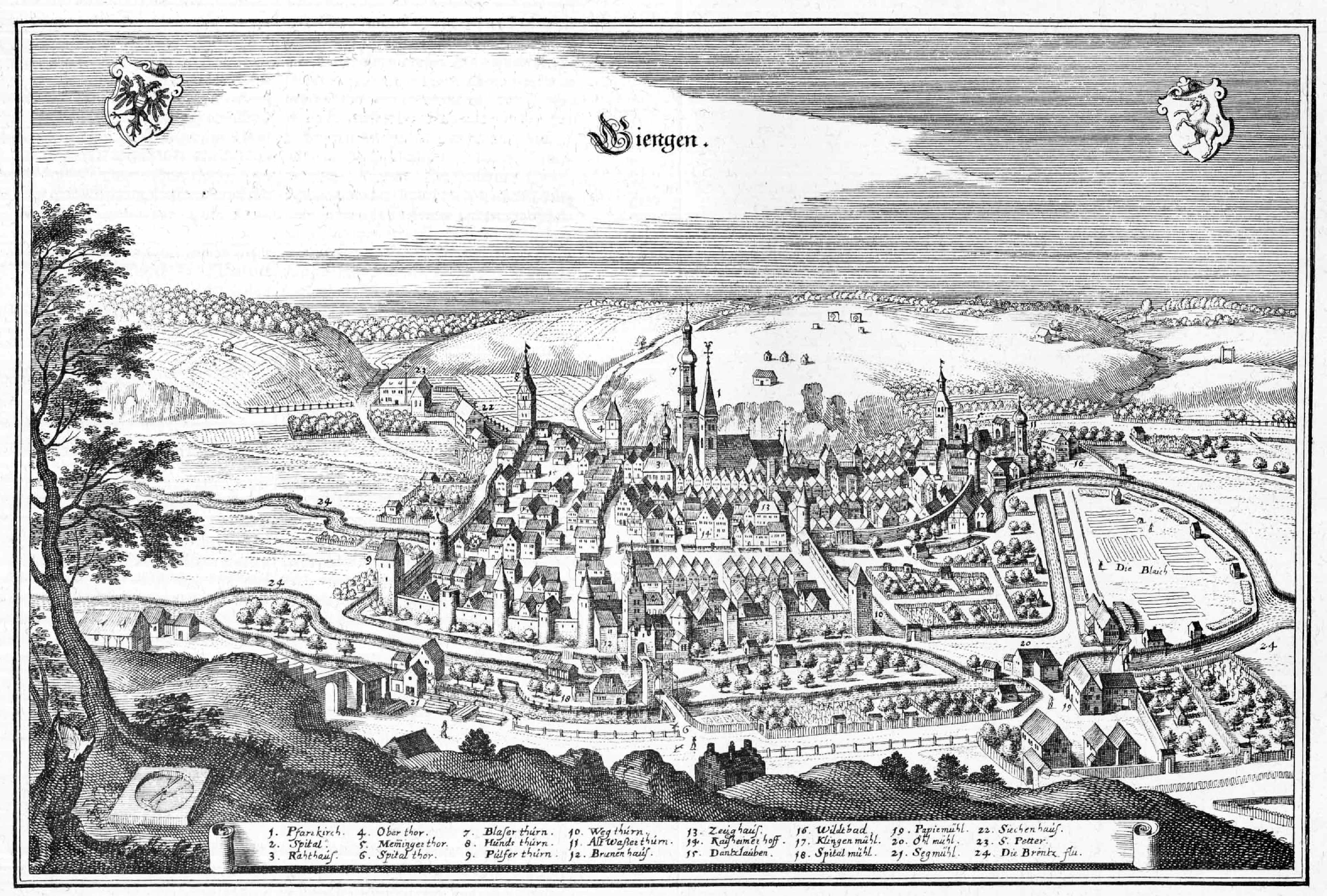
1643年に出版されたマテウス・メーリアンの銅版画に描かれたギンゲン

### ギンゲン地区
紀元後100年にはすでに、ローマ人はハイデンハイム (ラテン語: Aquileia) からファイミンゲン（現在はラウインゲン市の一部）にいたる街道を建設していた。この街道はギンゲンの北を通っていた。ギンゲンは1078年に初めて、Giengin という表記でペータースハウゼン修道院の年代記に記録された。地名の由来は明かでない。この集落は、14世紀にも記録が遺る城の周囲に発展した。ギンゲンは13世紀にはすでにシュタット（市）と呼ばれており、遅くとも1334年には学校を有していた。ギンゲンは1391年に帝国自由権を獲得し、1395年にシュヴァーベン都市同盟に加盟した。しかしこの街は領地を有していなかった。この街では宗教改革がなされ、1608年にプロテスタント同盟に加盟した。1613年には疫病が約200人の命を奪った。帝国都市であったギンゲンは、「Hohen Gerichtsbarkeit」（直訳: 高等裁判権）と呼ばれる重罪に対して死刑を科す権利を有していた。1615年にアポロニア・ザイラー（ザイラー・アペル）が魔女として告発され、火刑に処せられた。しばしばヴュルテンベルクとの間で高権を巡る争いがあった。三十年戦争では、1631年にヴァレンシュタインの軍がこの帝国都市に宿営した。1634年のネルトリンゲンの戦いでスウェーデン軍が敗れると、勝利した皇帝軍とスペイン軍が進軍してきた。戦いの9日後にあたるユリウス暦の1634年9月5日（グレゴリウス暦の9月15日）にスペイン軍兵士の不注意から帝国都市ギンゲンは、わずかな痕跡すら遺さず完全に焼失した。この日を記念して、ギンゲン出身でウルムで活躍した画家のシュテッツリンは、現在市教会で見ることができるいわゆる「ブラントビルト」（直訳: 火災画）を制作した。市教会の再建開始は説教師ジモン・ベックーが神聖ローマ帝国を旅して寄付金を集めた後、1655年になってからであった。スペイン継承戦争の過程でギンゲンは、1703年にフランス軍によって占領された。
1803年の帝国代表者会議主要決議に基づく陪臣化によりこの街は、3年後に建国されたヴュルテンベルク王国領となり、1806年にオーバーアムト（地方行政機関）の首邑とされたが、このオーバーアムトは1809年に廃止された。その後この街はオーバーアムト・ハイデンハイムに編入された。
1875年にブレンツ鉄道の建設がこの街に達し、王立ヴュルテンベルク邦有鉄道の路線網に接続した。
ナチ時代のヴュルテンベルクの行政改革に伴い、ギンゲンはハイデンハイム郡の一部となった。第二次世界大戦後この街はアメリカ占領地域の一部となり、新設されたヴュルテンベルク＝バーデン州に属すこととなった。この州は1952年に現在のバーデン＝ヴュルテンベルク州に再編された。市域は1972年に現在の範囲になった。
ギンゲン市の人口は1996年に2万人を超えた。これを承けて市当局は大規模郡都市への昇格を申請し、バーデン＝ヴュルテンベルク州政府は1999年1月1日にこれを可決した。

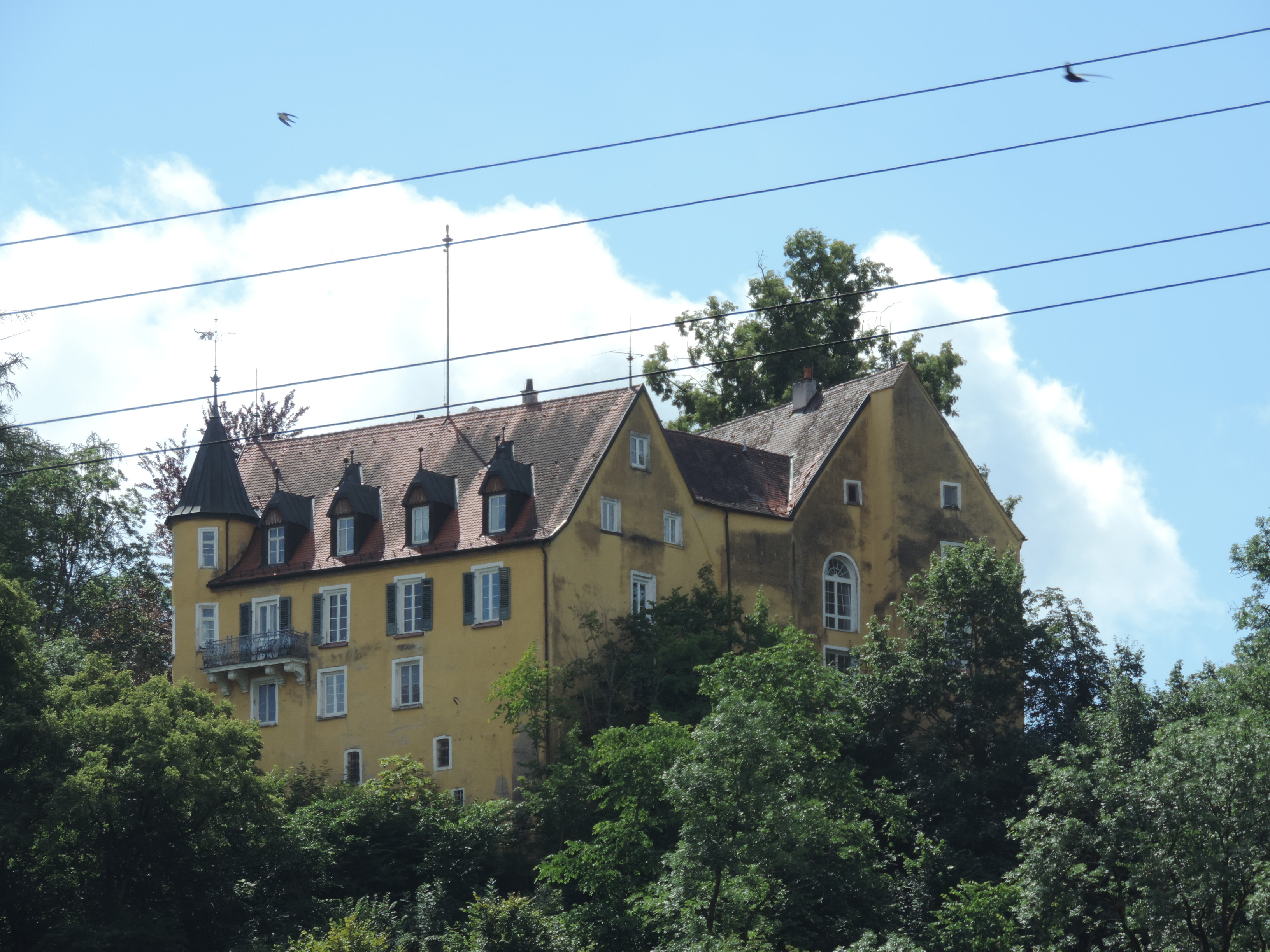
ブルクベルク城

### 市区部
ブルクベルク市区のブルクベルク城は1209年に初めて Burg Berg として、城下の小集落は1372年に Berg として初めて文献に記録されている。この集落はベルク家から様々な貴族家の所領を転々とした。1328年に一部がエッティンゲン伯のものとなった。他の半分はベビンゲン家が所有した。14世紀にはシュタイン家が所有者となり、1452年からはグラーフェネック家が1728年まで支配した。その後この村は再びエッティンゲン家の所有となった。城と小集落に対してヴュルテンベルク公領の hohe Obrigkeit（直訳: 高次支配権）が与えられていたが、一部の権利は niedrige Obrigkeit（直訳: 低次支配権）であり、それ以外に城の支配権が与えられていた。18世紀には領主によって移動型の民族がこの集落に定住させられた。そのほとんどがイェニシェの人々であった。この村は1806年にバイエルン王国領となったが、1810年にヴュルテンベルク王国に移譲され、オーバーアムト・ハイデンハイム（地方行政区分）に属した。城は、1838年にエッティンゲン家からリンデン男爵家に売却された。1936年に自治体が成立した。
ホーエンメンミンゲンは1250年に初めて記録されている。この集落はシュタウフェン家の所領であったが、1353年にヘルフェンシュタイン家に売却された。これによりこの集落はハイデンハイムの行政管轄下に入り、1504年にヴュルテンベルク領となった。この集落はアムト・ハイデンハイム（後にオーバーアムト・ハイデンハイム）に属した。
ヒュルベンは、1171年に Hurwin として初めて記録されている。ヒュルベンも多くの支配者を経てハイデンハイム領となり、1442年にウルムに担保として出されたが、1448年にハイデンハイムとともにヴュルテンベルク公領となり、アムト・ハイデンハイム（後にオーバーアムト・ハイデンハイム）に属した。
ザクセンハウゼンは、1143年に Sachsenhusen として初めて記録された。他の集落と同様に様々な支配者を経てハイデンハイム領となり、1448年にヴュルテンベルク公領となって、アムト・ハイデンハイム（後にオーバーアムト・ハイデンハイム）に属した。

### 市町村合併
以下の町村がギンゲン・アン・デア・ブレンツに合併した。
- 1972年01月01日: ヒュルベン、ザクセンハウゼン[9]
- 1972年03月15日: ホーエンメンミンゲン[10]
- 1972年04月01日: ブルクベルク[10]

## 住民

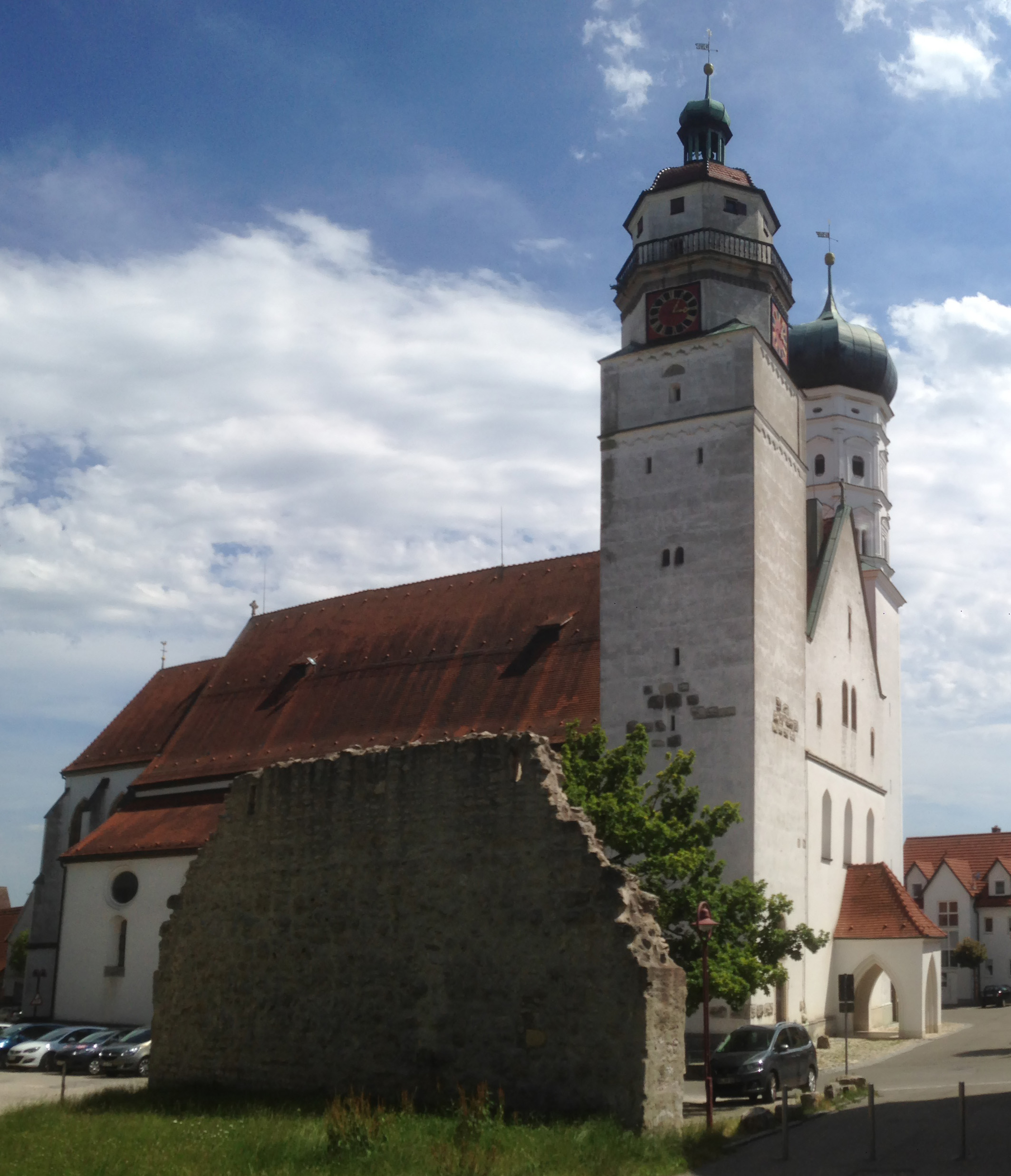
福音主義市教会。手前は市壁の遺構

### 宗教
ギンゲン・アン・デア・ブレンツの住民は、元々アウクスブルク司教区リース主席助祭区に属していた。1528年に福音主義の説教が初めて行われた。1531年には住民たちの要望により福音主義の説教師が雇用された。とはいえ、カトリックの礼拝も引き続き行われていた。1537年にヴュルテンベルクの教会法が発効し、1556年に宗教改革が完遂された。カトリックの礼拝は行われなくなった。その後百年以上の間ギンゲンは、主にプロテスタントの街であった。街は帝国都市として、教会に関する諸事を自ら統制することができた。市長イェルク・フェッター（1512年 - 1589年）は市議会の代表として、1577年にルター派の和協信条に署名した。
ヴュルテンベルクへの移行後、ギンゲンの教会はハイデンハイム教会監督区（教会管区）に属した。市教会の他に施療教会もあったが、後者は1967年以降ギリシア正教会が礼拝堂として用いている。
ホーエンメンミンゲン、ヒュルベン、ザクセンハウゼンの各市区はかつてヴュルテンベルク公国領であり、したがって宗教改革がなされた。このためこれらの市区には福音主義教会組織があり、教会堂を有している。ブルクベルク市区のプロテスタント信者は隣接するヘルマリンゲンの教会に所属する。ブルクベルクは主にカトリックの市区である。ギンゲン市内の福音主義教会組織はいずれもヴュルテンベルク福音主義州教会のハイデンハイム教会監督区に属している。
ギンゲンでは、遅くとも19世紀からカトリック信者が再び定住した。1909年にカトリックの聖マリア教会が建設された。しかし1936年にやっと分教区事務所ができ、1950年に教区代理管区が設けられ、1954年に教区に昇格した。1962年に現在の教区教会である聖霊教会が建設された。ギンゲン聖霊教会の管轄下には、ホーエンメンミンゲンやザクセンハウゼン市区も含まれる。ブルクベルクには聖フィトゥス教会があり、ヒュルベンのカトリック信者はこの教会に属している。両教会組織はともに、ロッテンブルク＝シュトゥットガルト司教区ハイデハイム首席司祭区の Seelsorgeeinheit（司牧会単位）6 に属している。
新使徒教会もギンゲンで活動している。

### 人口推移
各時点における市域内の人口（この町を主たる居住地とする人口）を以下に示す。数値は推定値、人口調査結果 (1)、バーデン＝ヴュルテンベルク州統計局の公的研究結果に基づく。
| 時点            | 人口（人）   |
| --------------- | ------------ |
| 1634年          | （約36世帯） |
| 1810年          | 1,578        |
| 1823年          | 1,792        |
| 1834年          | 2,107        |
| 1843年          | 2,143        |
| 1861年          | 2,412        |
| 1871年12月01日  | 2,560        |
| 1880年12月01日1 | 2,926        |
| 1890年12月01日1 | 3,176        |
| 1900年12月01日1 | 3,112        |
| 1910年12月01日1 | 3,459        |
| 1925年06月16日1 | 3,409        |
| 1933年06月16日1 | 3,615        |
| 1939年05月17日1 | 3,900        |

| 時点            | 人口（人） |
| --------------- | ---------- |
| 1946年          | 5,615      |
| 1950年09月13日1 | 6,627      |
| 1961年06月06日1 | 10,825     |
| 1970年05月27日1 | 14,440     |
| 1975年12月31日  | 18,939     |
| 1980年12月31日  | 18,643     |
| 1987年05月25日1 | 18,378     |
| 1990年12月31日  | 18,836     |
| 1995年12月31日  | 19,842     |
| 2000年12月31日  | 20,318     |
| 2005年12月31日  | 20,151     |
| 2010年12月31日  | 19,434     |
| 2015年12月31日  | 19,342     |
| 2020年12月31日  | 19,711     |

## 行政

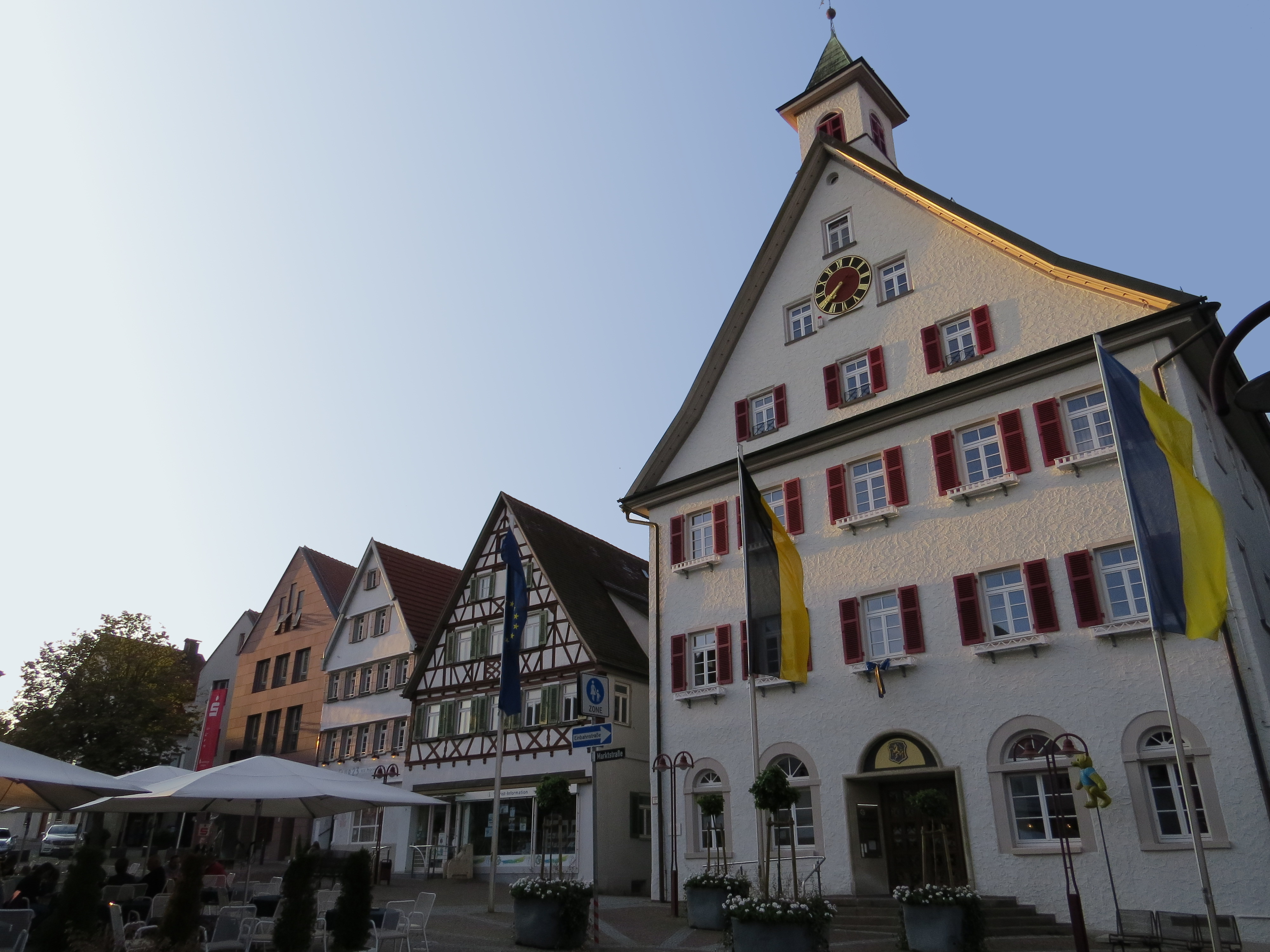
ギンゲン・アン・デア・ブレンツ市の市庁舎

### 議会
ギンゲン・アン・デア・ブレンツでは、市議会議員は Unechte Teilortswahl と呼ばれる選挙方式で選出される。この選挙方式では超過議席が生じるため、議席数は選挙結果ごとに異なる。2024年の選挙では28人の議員（2019年の選挙では26人であった）が選出された。議会はこれらの名誉職の議員と議長を務める市長で構成される。市長は議会における投票権を有している。

### 首長
ギンゲン市の長は、神聖ローマ帝国時代にはゲリヒト（裁判所）の責任者であるフォークト（代官）であった。その後、皇帝の代理人であるシュタットアムトマンが市の裁判所を運営した。この他に11人から15人の議員と市長からなる議会が存在した。1552年から1565年まで主に3人の市長が存在した。市長の任期は1年であったが、その後も新市長の側近を務めた。現職の市長、2人の前任者、2人の市議会議員が「五人委員会」を形成していた。市の法令は何度も改正されている。ヴュルテンベルクへの移行後は終身の市長が選出されるようになった。1819年から「シュタットシュルトハイス」、1933年から「ビュルガーマイスター」が市長の称号であった。1999年1月1日の大規模郡都市への昇格以後は、「オーバービュルガーマイスター」（上級市長）がその称号となった。上級市長は8年ごとに直接選挙で選出される。上級市長は市議会において議長を務める。上級市長代理は市議会議員筆頭が務め、「ビュルガーマイスター」が公式の称号である。
第二次世界大戦以後のギンゲン・アン・デア・ブレンツ市の市長および上級市長をいかに列記する。
- 1945 - 1948: アドルフ・コルプ
- 1948 - 1977: ヴァルター・シュミット
- 1977 - 2001: ジークフリート・リーク
- 2001 - 2009: クレメンス・シュタール
- 2009 - 2017: ゲリット・エルザー
- 2017 - 2025: ディーター・ヘンレ

### 行政共同体
ギンゲン・アン・デア・ブレンツ市は、ヘルマリンゲンとともに行政共同体を形成している。

市の幟旗

### 紋章
図柄: 青地に、直立した金色（黄色）のユニコーン。
解説: ギンゲンでは、やはり帝国都市であったシュヴェービッシュ・グミュント（1277年）と同様に、1293年の最初の印章からすでにユニコーンが使われていた。ただし配色は両者で異なっている。市章内の紋章動物は14世紀から一時的に帝国鷲に置き換えられたり、それと併用されたりした。ヴュルテンベルクへの移行後は左右二分割されてヴュルテンベルクの鹿の角と並べられることもあった。しかし、1890年以降は再び、ユニコーンが単独で市の紋章動物とされた。

### 姉妹都市
ギンゲンは以下の都市と姉妹都市関係にある。
- ケフラハ（ドイツ語版、英語版）（オーストリア、シュタイアーマルク州）1962年。ケフラハで活躍した郷土詩人ハンス・クレプファーの父はギンゲン・アン・デア・ブレンツで育った。
- ル・プレ＝サン＝ジェルヴェ（フランス語版、英語版）（フランス、セーヌ＝サン＝ドニ県）1970年。
- ツォイレンローダ＝トリーベス（ドイツ語版、英語版）（ドイツ、テューリンゲン州）1990年。
- サン・ミケーレ・ディ・ガンツァリーア（イタリア、シチリア州）2019年。

## 経済と社会資本

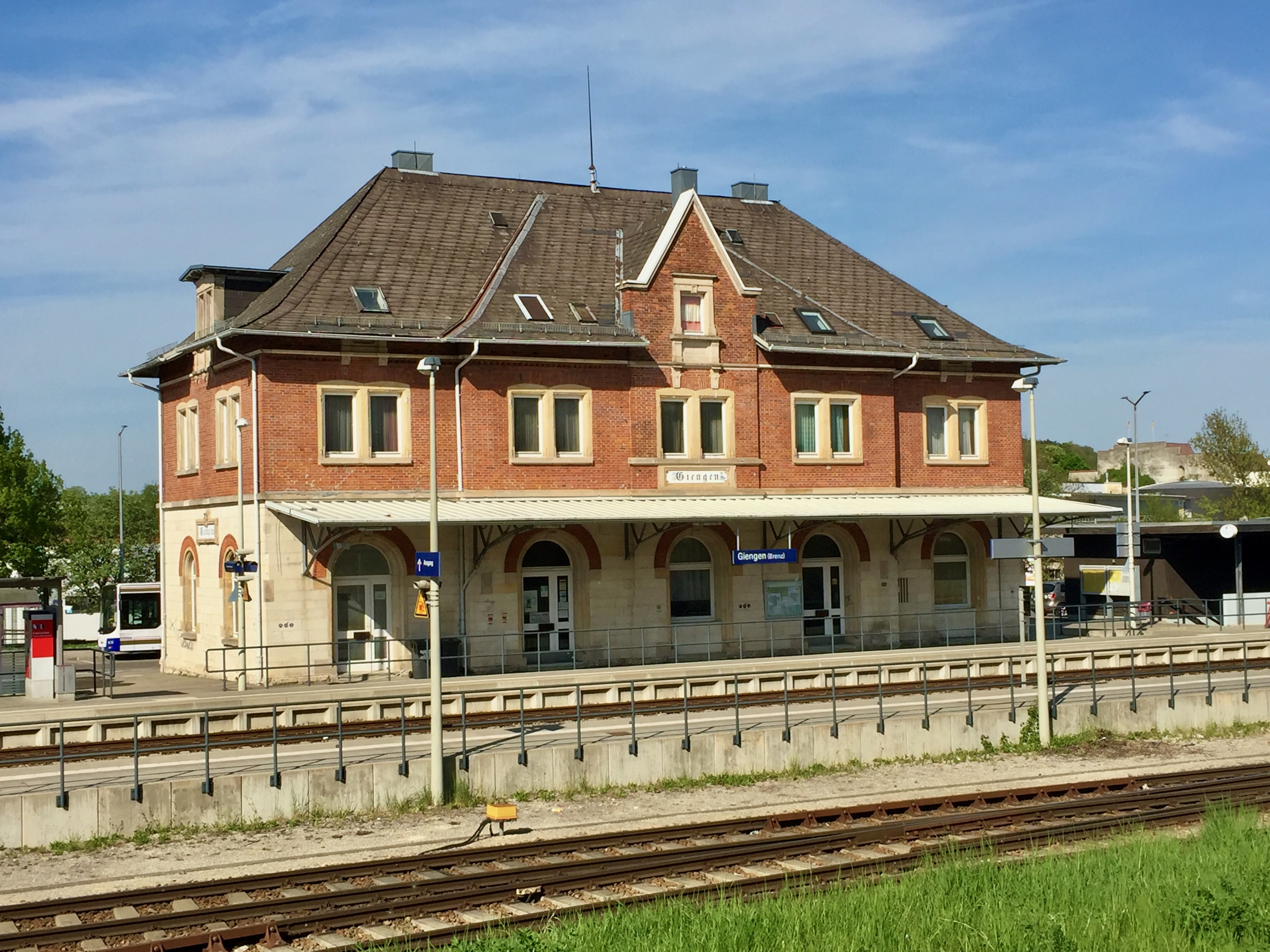
ギンゲン（ブレンツ）駅

### 交通
ギンゲンにはスポーツ飛行場がある。この街は連邦アウトバーン7号線（フレンスブルク - フュッセン）沿いの交通の便が良い場所にある。この街へは、ギンゲン/ヘルブレヒティンゲン・インターチェンジを利用してアクセスする。連邦道19号線がヘルブレヒティンゲンを経由してハイデンハイム・アン・デア・ブレンツに通じている。
本市は鉄道アーレン - ウルム線沿いにあり、ハイデンハイム運賃連盟に加盟している。1時間間隔で、ドナウ＝イラーSバーン RS 5号線の列車がウルムとアーレンとの間を運行している。この他にも2時間ごとに運行するレギオナルエクスプレス RE 50号線もこの路線を利用しており、アーレンでインターシティーに接続する。
市域内を、5本のバス路線が運行し、公共旅客近郊交通 (ÖPNV) を提供している。
バーデン＝ヴュルテンベルク自転車網のルートがランゲナウ経由でウルムまで、ギンゲン経由でハイデンハイムまでをつないでいる。
2本の広域自転車道がギンゲンを通っている。
- ヴュルテンベルク・テーラー自転車道は、クライルスハイムからヘルマリンゲンを経由してウルムまで、さらにゲッピンゲンを経由してシュヴェービッシュ・グミュントまでを結んでいる。
- アルプテーラー自転車道も州立自転車道としてこの街を通っている。この自転車道はレーマーシュタイン（ドイツ語版、英語版）とヘルマリンゲンとの間の周回コースである。

### メディア
日刊紙「ハイデンハイマー・ツァイトゥング」がギンゲンのローカルニュースを報道している。かつての「ギンゲナー・ツァイトゥング」を継承した「ブレンツタール＝ボーテ」（ハイデンハイマー・ツァイトゥングの別版）も2012年11月に廃刊されるまで刊行されていた。
南西ドイツ放送は、ブルッカースベルクにラジオ送信のギンゲン送信所を有しており、SWR1 バーデン＝ヴュルテンベルク (89.9 MHz)、SWR カルチャー（バーデン＝ヴュルテンベルク） (87.8 MHz)、SWR3（ヴュルテンベルク） (93.6 MHz)、SWR4 シュヴァーベン・ラジオ (97.7 MHz) のラジオ番組を送信している。民間ローカルラジオ局ラジオ 7（103.7 MHz、アーレン送信所）とラジオ・トーン（107.1 、アーレン送信所）も放送を提供している。

### スポーツ
ギンゲンには多くのスポーツクラブがある。TSG ギンゲン、SC ギンゲン、ギンゲン・チェスクラブ、TC ギンゲン、シュポルトフロインデ・ジュートハング、TKSV ギンゲンがその主なものである。最も古いスポーツクラブはギンゲン射撃団 1830 e.V. で、ヘルタールのシースベルクの麓に射撃ハウスがある。
シースベルクには、TSG ギンゲンの競技場シースベルクシュターディオンがある。

### 公共機関、公共施設

#### プール
シースベルクには屋外プール「ベルクバート」があり、5月初めから9月末まで営業している。ここには、競泳用プール（50 m × 6コース）、非競泳用プール (50 m)、ミニ滑り台がついた子供用水浴スペースやベビー更衣室もある。アトラクションとして長さ 60 m のウォータースライダーもある。子供が遊んだりスポーツしたりするスペースの他に、ビーチバレーコート、卓球、ミニゴルフ、広場などがある。中央テラスでは、野外でチェスを楽しんだり、プールや周辺の公園のような風景を眺めることもできる。
ヴァルター・シュミット・ハレの下層部には屋内プールがあり、10月初めから5月の終わりまで営業している。ここには 20 m × 4コースの競泳プールと非競泳プールがある。

#### スポーツ施設
ブルネンフェルト（オッゲンハウゼン方面からのギンゲンの入口）に、3本の異なる長さのノルディックウォーキングコースと1本のアスレチックコースがある。これらのコースには案内標識が整備されている。それぞれのツアーには脈拍と体力を測定するステーションがある。初級コースは 4 km、中級コースは 6 km、上級コースは 10.5 km である。
シュヴァーゲ地区にはコンクリートで造られたボウル状のスケートパークがある。ここは無料で利用できる。レインボーレール、ロンドンギャップ、ウェーブ、トランジションランプなど様々なエレメントを備えた純粋なスケートパークである。
スケートパークのすぐ近くに、冬季にソリ遊びができる氷の池があった。しかし、草が生い茂り、破壊行為によってほとんど使えなくなった。

#### 保養地とレジャー施設
ブルクベルクからの北の入口に牧歌的な自然に恵まれた保養レジャー地がある。ここは、シュテットベルクや輝くヒュルベ川を背景にした公園風の環境にある。ローンタールおよびヒュルベタール自然保護区の中にあり、集落に直結しており、周辺の自転車道や遊歩道への接続にも優れた素晴らしい立地だけですでに、この施設をユニークなものにしている。クナイプ療法の水槽、ヤナギのテント、すべり台、虫のホテル、巣箱の他にも、動植物がその魅力の一部であるため、この施設は子供連れの家族以外にもとても人気がある。
ヒュルベン市区の「ヤーコプスヴェグレ」はおそらくユニークなものである。これは、ギンゲンからサンティアゴ・デ・コンポステーラまでのルートを縮尺1/1000、2.5 kmで再現したもので、2009年にオープンした。カーグベルク周辺の周回路は、全長 4.3 km ある。ヤーコプスヴェグレの初めと終わりの部分は、1.7 km にわたって本来のヤコブの道で結ばれている。この道沿いには、聖ヤコブの生涯とヤコブの道の歴史を散策者や巡礼者に紹介する情報板が設置されている。
この「ヴェグレ」は、洞窟体験ワールドおよびシャルロッテン洞窟、カルテンブルクのすぐ近くを通っている。

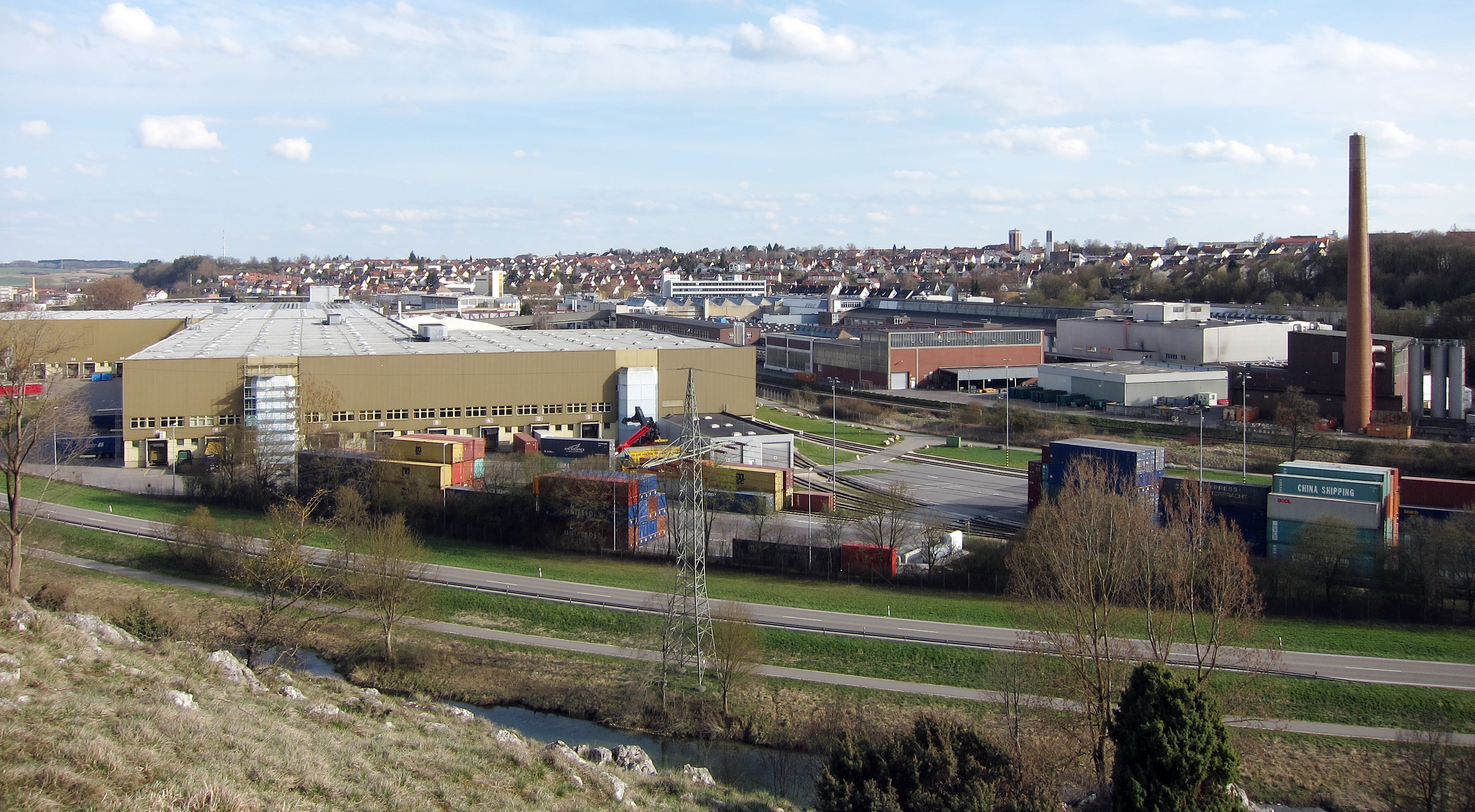
BSHハウスゲレーテのギンゲン工場および配送センター

### 地元企業
1880年から操業しているぬいぐるみメーカー「シュタイフ」は世界的に有名である。この会社はギンゲンで約400人を雇用している。「BSHハウスゲレーテ」の冷却装置開発・製造所は約2500人の従業員を擁するギンゲン最大の雇用主である。約480人が働く防火設備メーカー「ツィーグラー」は、1890年に創業した。「AWGアルマトゥーレンファブリーク」は2013年までツィーグラーと並ぶこの街の国際的に活動する防火設備メーカーであった。「フェライニクテ・フィルツファブリーケン」(VFG) は、19世紀半ばに設立されたさらに長い伝統を持つ企業で、マルガレーテ・シュタイフが最初の製造を行う際にその原材料を供給した。「リンク・オルガン工房」は、19世紀から続く伝統的な高品質のオルガンを製造する工房である。「シュミット印刷所」は1903年から続く豊かな伝統を持つ。
2002年から隣のヘルブレヒティンゲンと共同で連邦アウトバーン7号線沿いに「A7工業パーク」が設けられており、運送業者の「ケントナー」や「ホノルト」の流通センターが立地している。

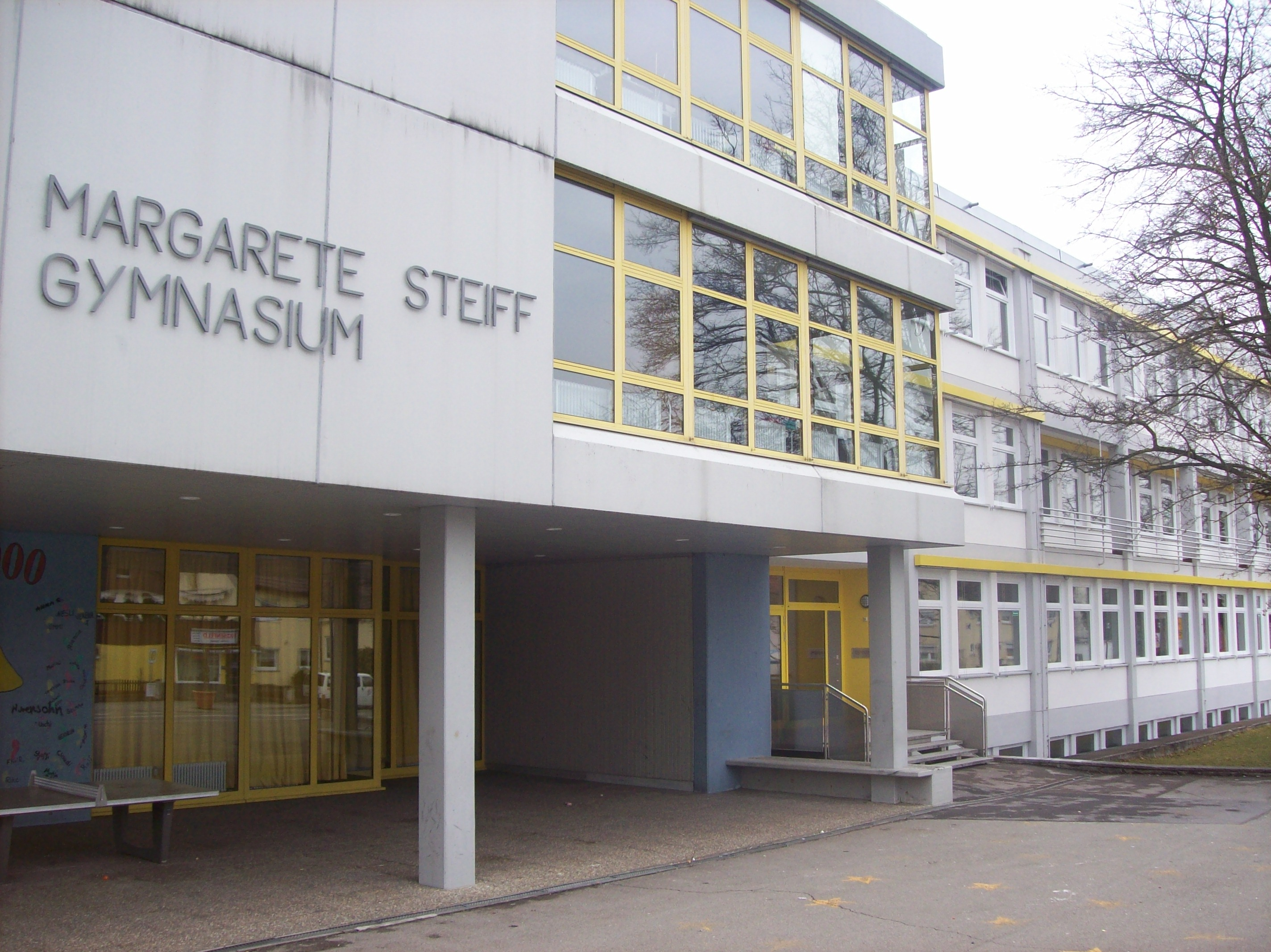
マルガレーテ＝シュタイフ＝ギムナジウム

### 教育機関
ギンゲン・アン・デア・ブレンツにはギムナジウムが1校（マルガレーテ＝シュタイフ＝ギムナジウム）、実科学校が1校（ローベルト＝ボッシュ実科学校）、養護学校1校（ヤーコプ＝ヘルブラント＝シューレ）、実科課程を持つ基礎課程・本課程学校1校（ビュールシューレ）、そして市区部に4校の基礎課程学校（ホーエンメンミンゲン基礎課程学校、ベルクシューレを持つリナ＝ヘーンレ＝シューレ、ブルクベルク基礎課程学校、ヒュルベン基礎課程学校）がある。
幼稚園は中核市区に9園、市区部に3園ある。
ギンゲンにはマルクト通りに市立図書館がある。延べ面積約 150 m2 の多くの部屋に、約17,000点のメディア、20種類の最新雑誌、日刊紙や週刊紙、および多彩な新しいメディアが収蔵されている。メディアの検索には、OPAC-PCによる図書館収蔵目録が利用できる。この他に最新の音楽CD、DVD/ブルーレイの映画、PC学習・娯楽ゲーム、児童・大人向けのオーディオブックや、電子書籍、e-オーディオ、e-マガジン、e-ペーパーなどのデジタルメディアも貸し出している。
リナ＝ヘーンレ＝シューレ近くの市立文書館は、14世紀から1972年頃までの文書記録を保管している。街の歴史、郷土史、家族史、政治史、法制史、憲法史、経済史、社会史など幅広い分野の研究活動が可能である。14世紀から19世紀までの帝国都市時代の史料を収蔵している。これに続くのが、「Altregistratur」（アルトレギストラトゥール、直訳: 古い台帳）と呼ばれる1930年代初めまでの史料である。さらに旧自治体であるベルクベルク、ホーエンメンミンゲン、ヒュルベン、ザクセンハウゼンの文書も有している。新聞、新聞の切り抜き、地図、図面、ポスター、リーフレット、パンフレット、フィルム、録音、写真コレクション、印章コレクション、あるいは民間で所蔵されていた様々なコレクションを閲覧できる。

## 文化と見どころ

### 建築と博物館
旧市街は見応えがある。この街の象徴的建造物が、2本の異なった形の塔を持つ福音主義市教会である。この建物は13世紀半ばに建設され、1400年頃にゴシック様式に増改築された。都市火災による破壊の後、1655年に再建された。1906年の改修でユーゲントシュティールの要素が盛り込まれ、有名なリンク兄弟のオルガン（おおむねオリジナルのまま保持されている後期ロマン主義の大変に貴重なオルガン）が設置された。この他の主要な建築としては、ゴシック様式の施療教会であった聖霊教会（現在はギリシア正教会）、1667/71年建造の市庁舎、15世紀の旧穀物倉庫、かつての都市防衛施設の遺構などが挙げられる。カトリックの聖霊教会は1962年に建設された。

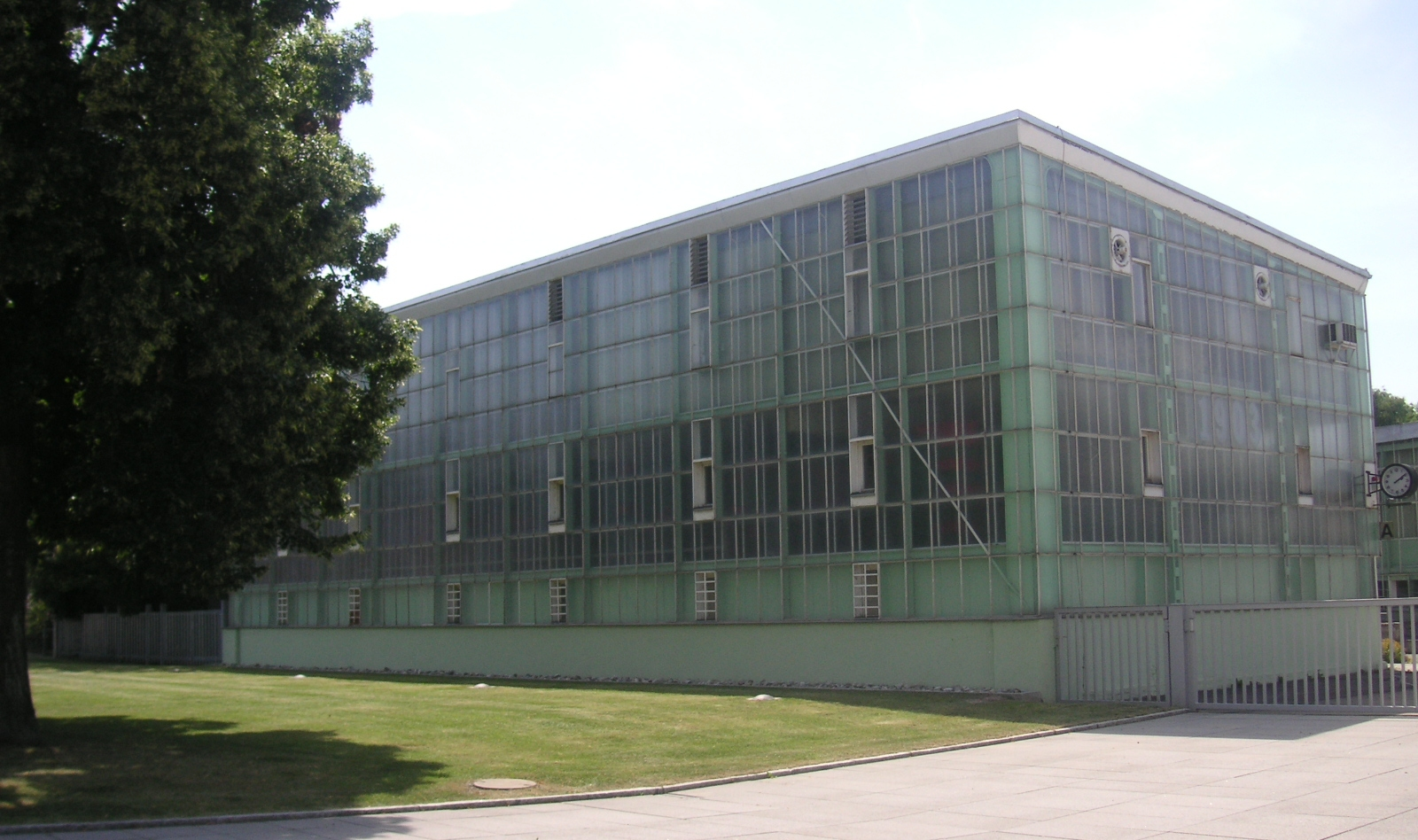
シュタイフの工場

近代建築の中で特に重要なものは、旧市街と魅力的なコントラストを描いて融合している、シュタイフの工場建築群である。この建物群はほとんどが保存されており、保護文化財に指定されている。おそらく工業建築では世界最初のカーテンウォール（1903年）を有しており、機能性と美観との独自の結びつきによってこのおもちゃ工場は近代建築のモニュメントとなり、近年になって正当な評価が得られるようになった。シュタイフおもちゃ工場は、新即物主義建築の先駆けであるとみなされている。
市区部での見どころとしては、ヒュルベン市区旧町役場内の市立博物館、全長 587 m の南ドイツ最長の観光洞窟であるシャルロッテ洞窟、ヒュルベン地区ローネタールのカルテンブルク城、1344年建造のマールミューレ、ブルクベルク市区の城館などが挙げられる。さらにホーエンメンミンゲンの福音主義教会（何度も改築されたロマネスク建築）、ヒュルベンの福音主義教会（クリストフ・フリードリヒ・ヴァイヒングによる後期バロック建築）、ザクセンハウゼンの福音主義教会（火災後1681年に新築）もある。ブルクベルクのカトリック教会は、1853年に建設された古い教会があった場所に1966年に建設された。ホーエンメンミンゲンのカトリック教会は1958年に建設された。
2005年8月、ヒュルベンのシャルロッテ洞窟の近くに洞窟ハウスがオープンした。ここでは洞窟をテーマにした歴史が視覚的に紹介されている。

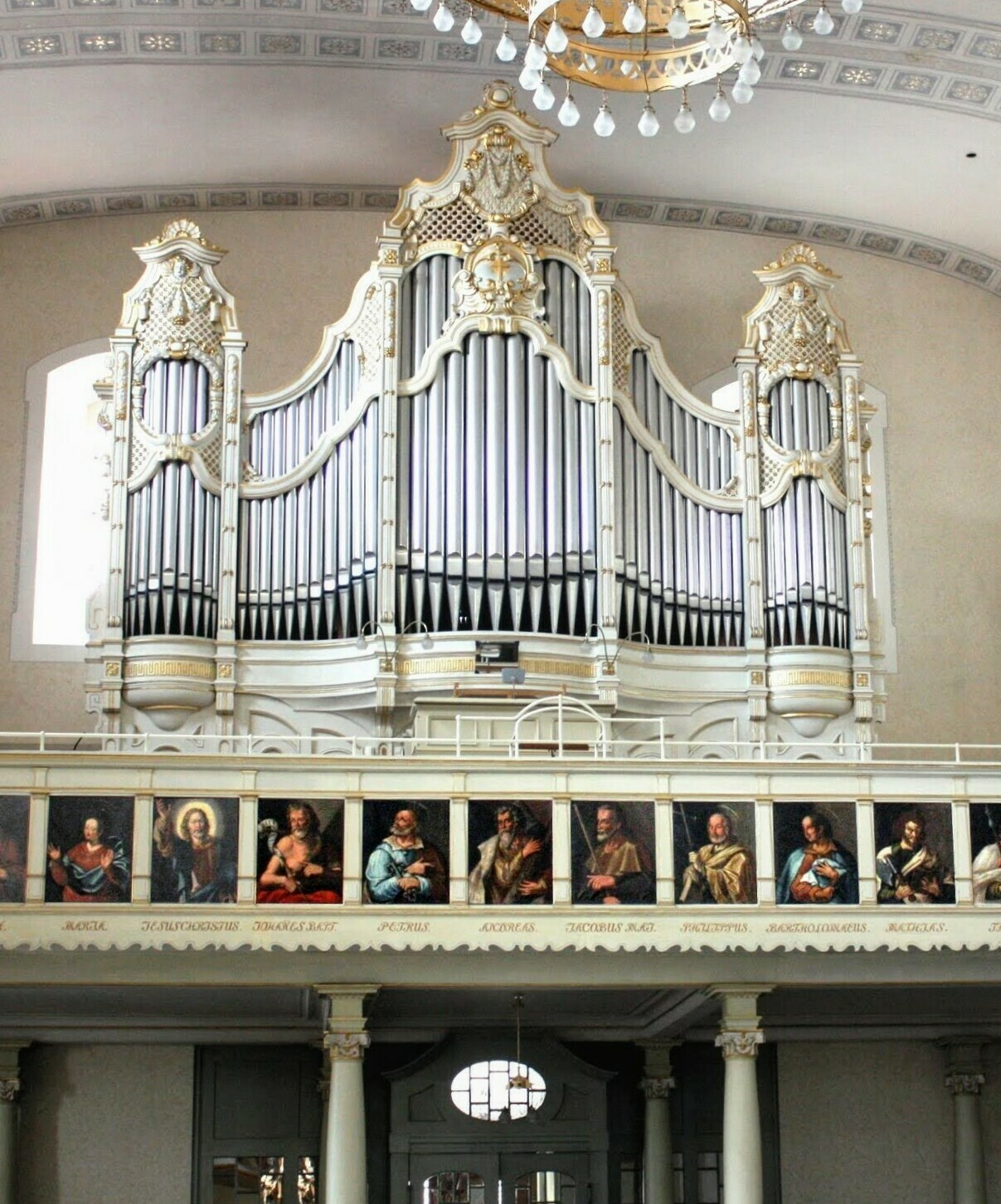
福音主義市教会のオルガン
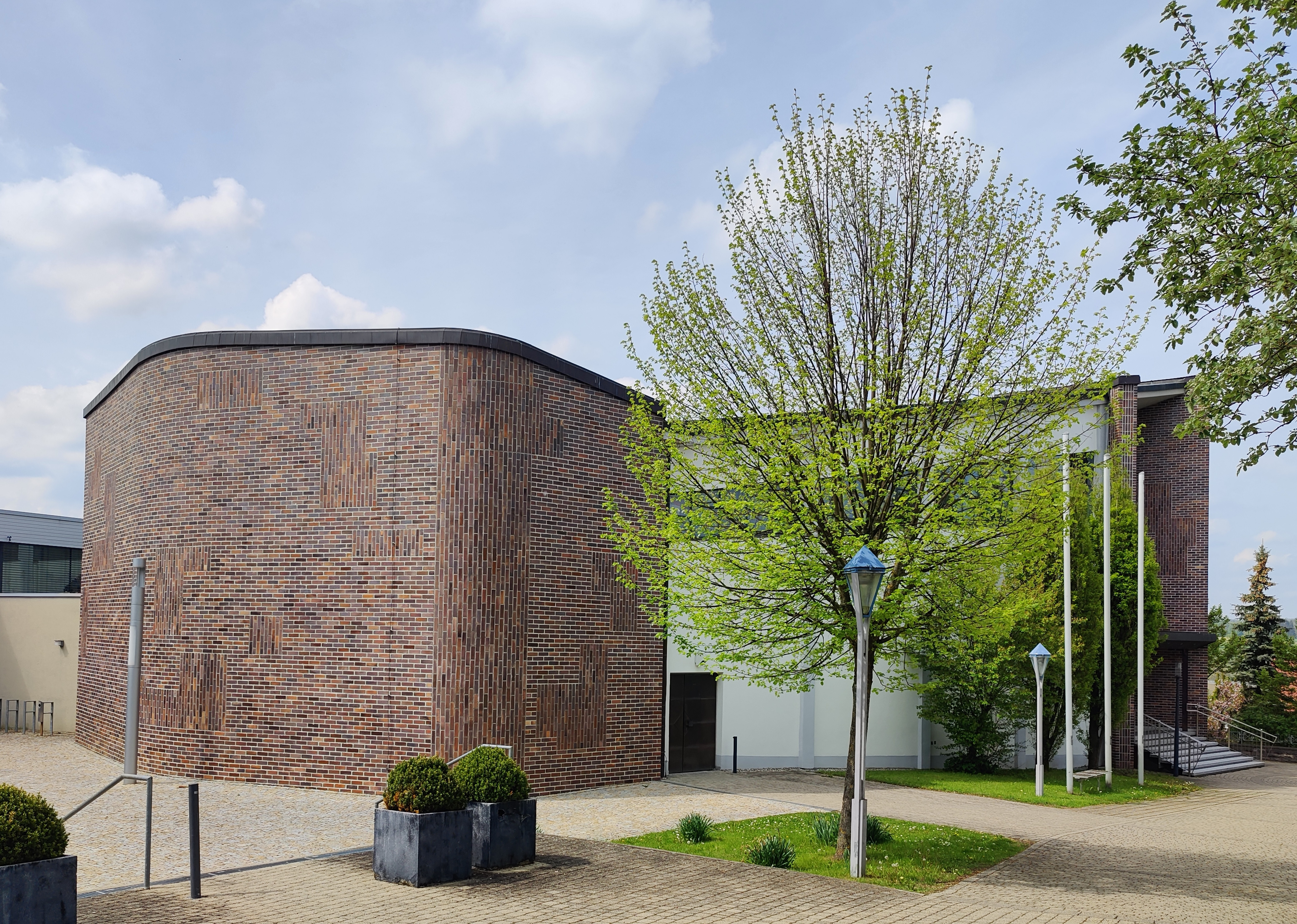
聖霊教会
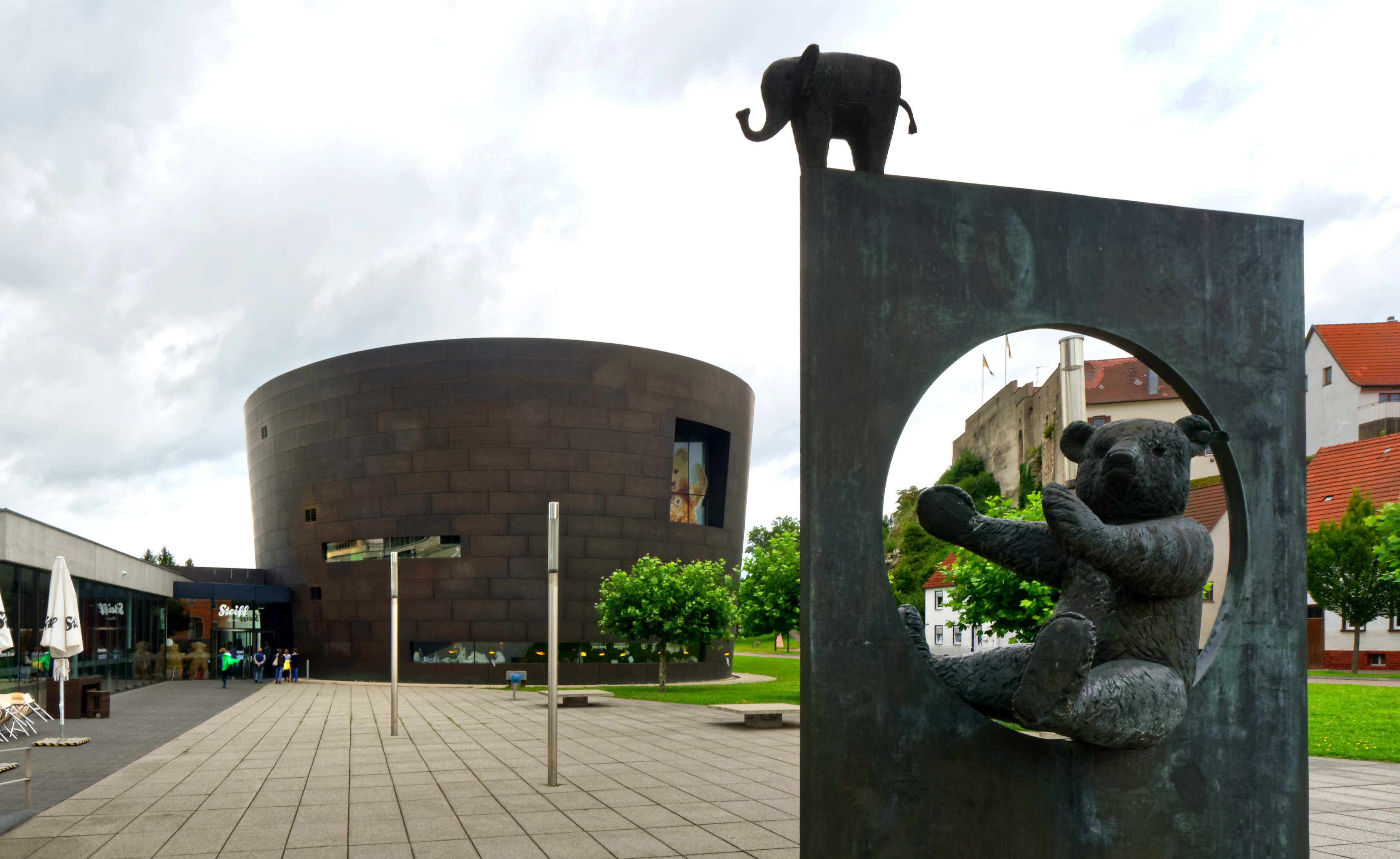
シュタイフ博物館
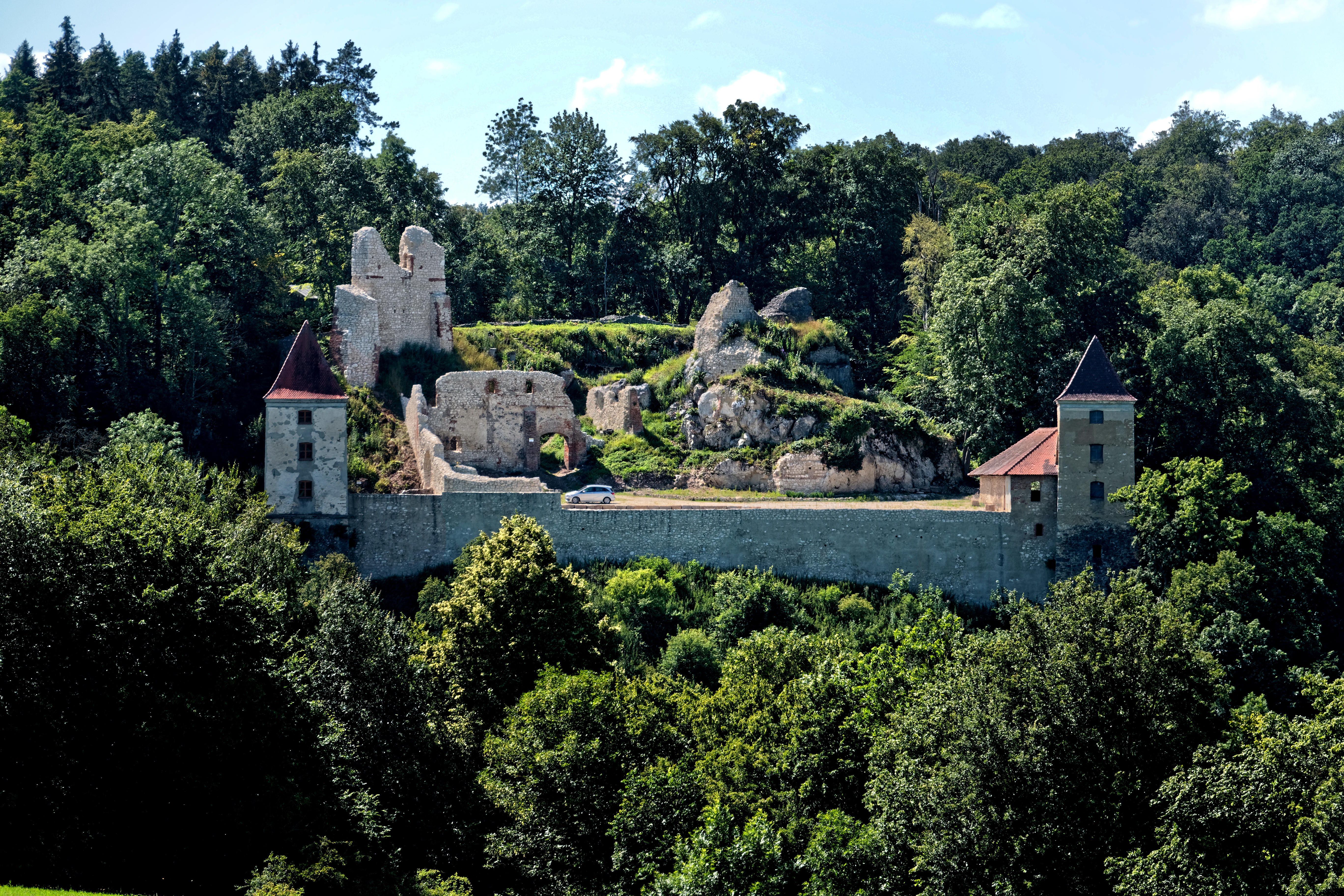
カルテンブルク城
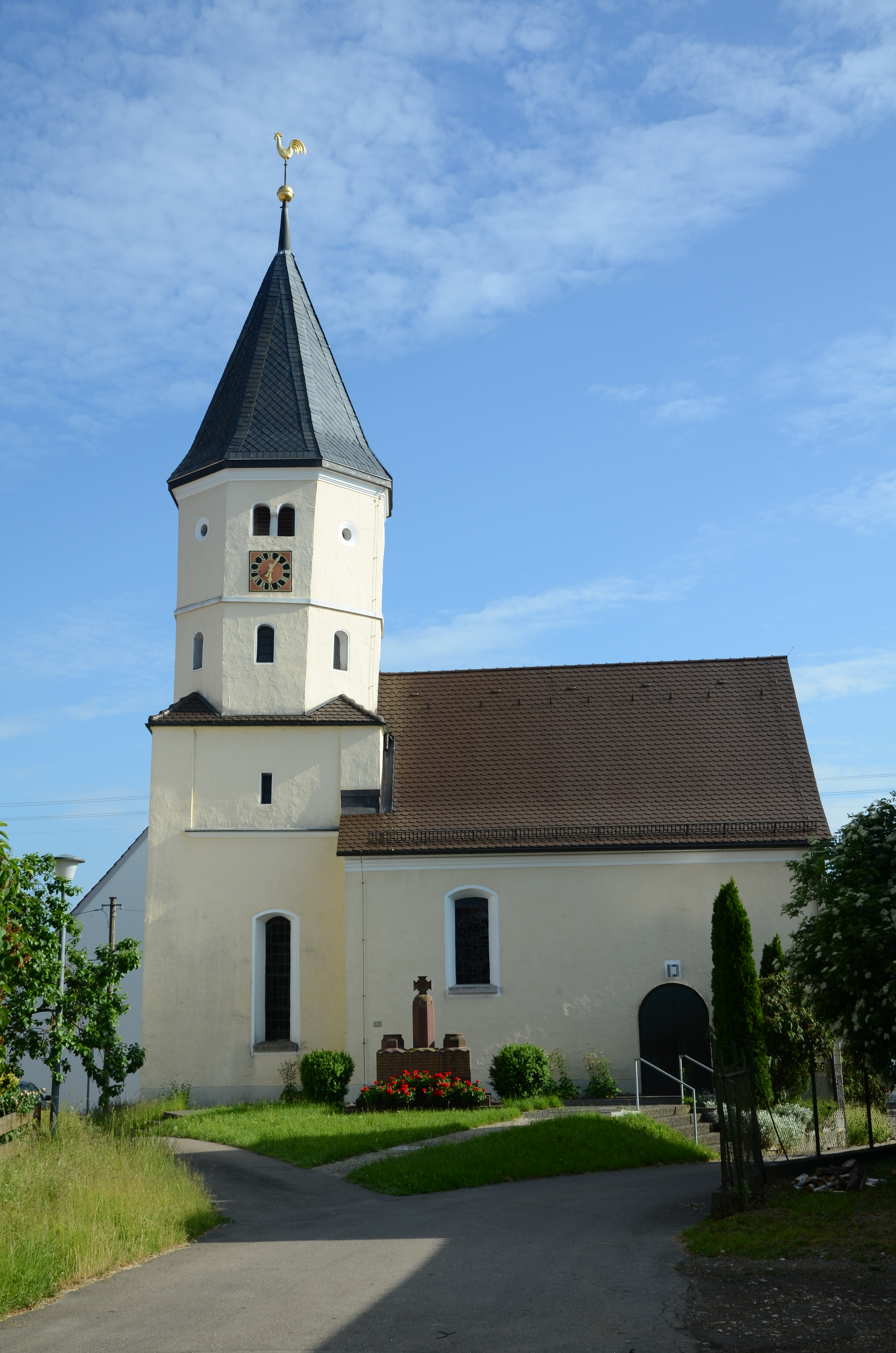
ザクセンハウゼンの福音主義教会
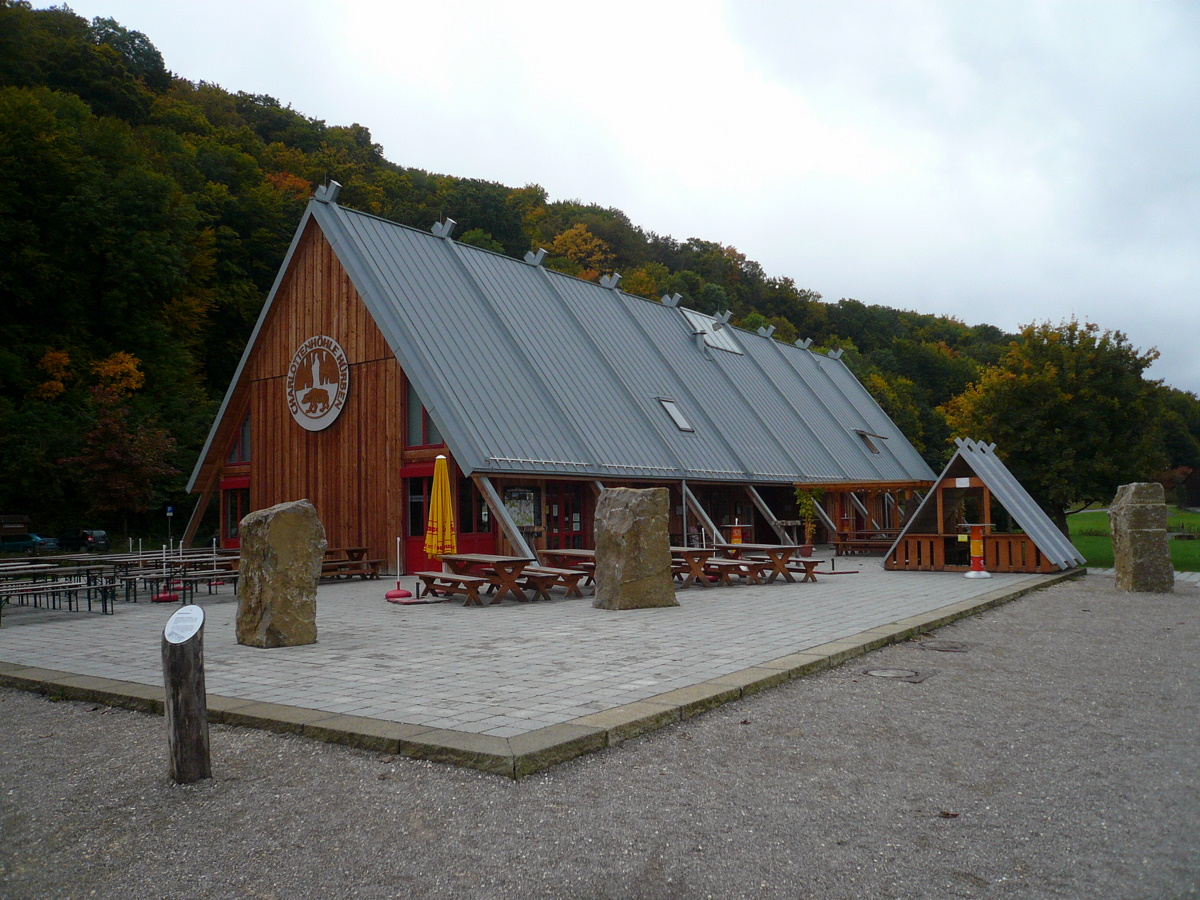
シャルロッテ洞窟の洞窟ハウス

### 年中行事
毎年聖霊降臨祭後の火曜日には、300年以上前からシースベルクで子供祭が開催されている。この祭のために街の通りはあらかじめ旗で飾られ、ブルッカースベルクからの早朝の砲撃後に、あらゆる街角からの楽団の音がギンゲン住民を祭に誘う。「ヤールガングスファイエルン」（直訳: 同年生まれの祭）も特別な伝統である。「40歳祭」から切りの良い歳の人々は毎年聖霊降臨祭の子供祭に集まり、ほとんどが数日間にわたって祭の活動に参加する。この他に毎年3日間シュタットフェスト（直訳: 市祭）が開催される。さらにギンゲンに属す旧町村では毎年ドルフフェスト（直訳: 村祭）が開催される。ただしホーエンメンミンゲンとザクセンハウゼンは交互にドルフフェストを開催する。毎年ムジークナハト（直訳: 音楽の夜）が開催され（2015年を除く）、多くのバンドが市内の様々な場所で演奏を行う。2015年から夏季には「ハルプ8」が行われている。これは、様々なバンドが市庁舎前で数日間にわたって19:30から（だから「ハルプ8」 = 8時の半時間前）無料の野外コンサートを開催するものである。

## 人物

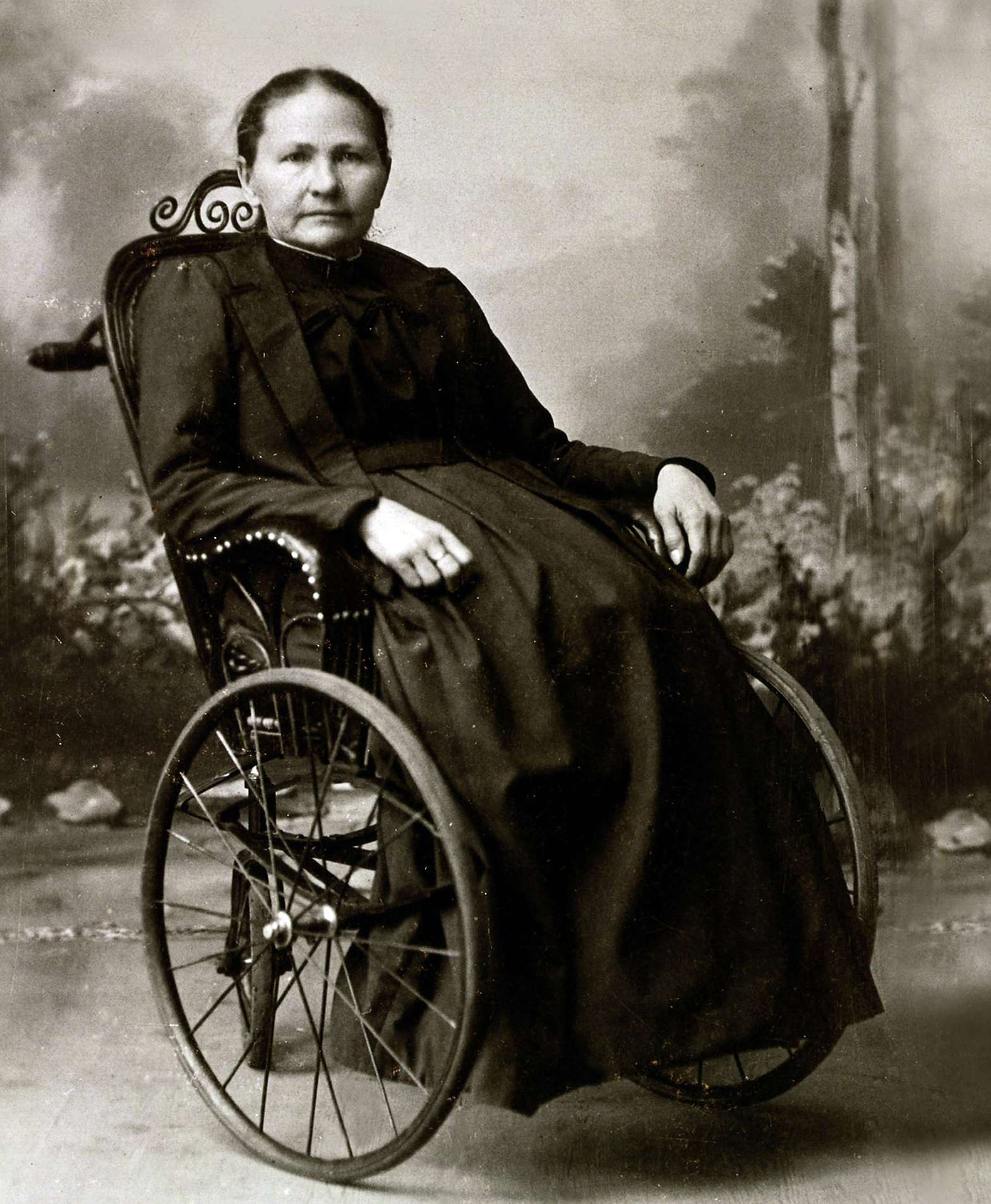
マルガレーテ・シュタイフ

### 出身者
- ヤーコプ・ヘールブラント（ドイツ語版、英語版）（1521年 - 1600年）ルター派神学者、宗教改革家、エバーハルト・カール大学テュービンゲン学長。
- マルガレーテ・シュタイフ（1847年 - 1909年）企業家。玩具メーカー「シュタイフ」の創業者
- リヒャルト・シュタイフ（ドイツ語版、英語版）（1877年 - 1939年）発明家、企業家。マルガレーテ・シュタイフの甥。
- エーリヒ・エーアリンガー（1910年 - 2004年）ナチス・ドイツの軍人。親衛隊少将。
- ディーター・レナー（ドイツ語版、英語版）（1949年 - 1998年）サッカー指導者。
- ベルント・マイアー（1974年 - ）サッカー選手。

## 関連図書
- Erich Keyser, ed (1961). Württembergisches Städtebuch. Band IV, Teilband: Baden-Württemberg. Band 2. Deutsches Städtebuch. Handbuch städtischer Geschichte. Stuttgart
- Arbeitskreis für Stadtgeschichte Giengen an der Brenz, ed (1978). 900 Jahre Giengen an der Brenz. Beiträge zur Stadtgeschichte (2 ed.). Giengen an der Brenz